# 黄坪乡 (青川县)
黄坪乡，是中华人民共和国四川省广元市青川县曾经下辖的一个乡。2019年12月，撤销黄坪乡，将其所属行政区域划归乔庄镇管辖。

## 行政区划
黄坪乡撤销前下辖以下地区：
建设村、枣树村社区村、新生村、解放村、青春村、群乐村和河口村。